# 湯姆·希契科克
湯姆·希契科克（英語：Tom Hitchcock；1992年10月1日—）是一位英格蘭足球運動員，在場上的位置是前鋒。他現在效力於皇家貝德福德。

## 足球生涯

### 布莱克本流浪者
希契科克出身在布莱克本流浪者青訓系統，自2007年起便在那裡受訓。2011年7月19日，他被外借到英乙球會普利茅斯三個月，期間上場10次。2012年2月2日，他與布莱克本流浪者解約，成為自由身球員。

### 女王公园巡游者
2012年3月4日，他與女王公园巡游者簽約一年加盟。2013年8月17日對伊普斯维奇城的比賽，他在83分鐘入替鲍比·萨莫拉完成首秀，並在完場前打進致勝球，使球隊以1-0取勝。
由於缺乏上場機會，於是他褂外借到英甲球會克鲁，期間上場6次並打進3球。
2014年1月10日，他被外借到罗瑟勒姆一個月，並在第二次上場對施鲁斯伯里镇賽事先開紀錄，使球隊以3-0取勝。4月5日對吉林汉姆，他首次戴帽，使球隊以4-3獲勝。

### 米尔顿凯恩斯
2014年7月1日，與女王公园巡游者約滿的希契科克跟米尔顿凯恩斯簽約三年。10月31日他被外借到弗利特伍德镇，首場比賽對吉林汉姆，他只上場3分鐘便打進一球，球隊最終以1-0小勝。之後他在各項賽事上場多7次後便在2015年1月會回到母會。
2015年8月7日，他被外借至英乙球會史提芬納治，最初為期一個月，之後雙方延長了外借期。他在史提芬納治首場比賽是對諾士郡，獲得了一場紅牌。在球隊首球則是在1-1打平达根汉姆和雷德布里奇的比賽中打進。9月19日作客巴尼特打進個人在球隊第二顆進球，但球隊最終仍以3-2落敗。2016年2月23日，他被外借到英甲球會克鲁至季末。2016年8月9日，雙方同意解約，希契科克再一次成為自由身球員。

### 非聯賽
2017年9月11日，他轉投非職業聯賽球會燦斯福特城，效力至2018年3月。之後在8月31日，他轉投比格爾斯威德鎮，之後亦曾短暫效力切舍姆聯和哈咯鎮。2019/20季初，他轉投切森特，之後效力貝德福德鎮。2021/22球季，他加盟劍橋城。

## 個人生活
希契科克父親凱文·希契科克也是一名足球員，曾效力切尔西。

## 外部連結
- 足球数据库：湯姆·希契科克的球员统计数据